# Księżniczka słoneczna
Księżniczka słoneczna (Polytelis anthopeplus) – gatunek średniej wielkości ptaka z rodziny papug wschodnich (Psittaculidae) zamieszkujący południowo-zachodnią i południowo-wschodnią Australię. Spotykana jest w niewoli jako ptak ozdobny. Znana jest również jako amanda górska lub papuga górska.

## Morfologia

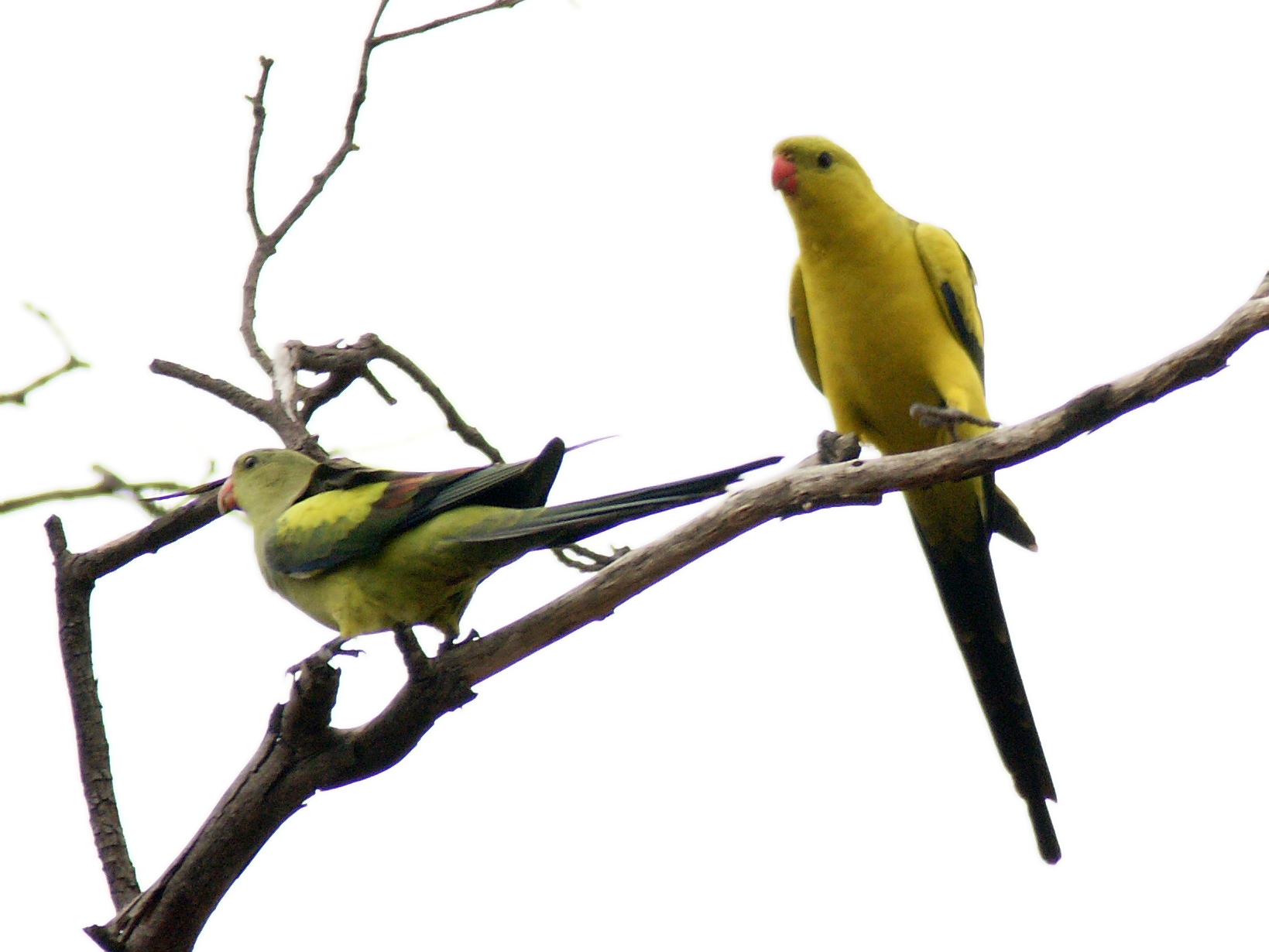
Samica (z lewej) i samiec

Są to zielonkawożółte ptaki z wyraźnym dymorfizmem płciowym. Samce są bardziej żółte, a samice – zielone. Młode osobniki przypominają dorosłą samicę.
Długość ciała: około 40 cm
Masa ciała: 150–206 g (Handbook of the Birds of the World podaje 114 g)

## Występowanie i podgatunki
Zasięg występowania księżniczki słonecznej i jej podgatunki:
- P. a. anthopeplus – południowo-zachodnia Australia
- P. a. monarchoides – południowo-wschodnia Australia (pogranicze Australii Południowej, Nowej Południowej Walii i Wiktorii)

Dawniej podgatunek wschodni błędnie uznawano za nominatywny, zaś podgatunek zachodni nosił nazwę P. a. westralis.
Komisja Faunistyczna Sekcji Ornitologicznej Polskiego Towarzystwa Zoologicznego wymienia księżniczkę słoneczną na liście gatunków stwierdzonych w Polsce, lecz nie zaliczonych do awifauny krajowej (kategoria E w klasyfikacji AERC – pojaw nienaturalny).
Środowisko: Gatunek ten występuje na obszarach sawannowych i jałowych.

## Pożywienie
W naturze ptaki te żywią się między innymi nasionami traw, ziołami, owocami, pąkami i kwiatami.

## Tryb życia
Księżniczki słoneczne w naturze żyją w stadach liczących co najmniej 100 osobników. Są stosunkowo spokojne. Często poszukują pożywienia na ziemi.

## Rozród
Sezon lęgowy trwa od sierpnia do stycznia. Samica znosi od 4 do 6 białych jaj w dziupli i wysiaduje je przez ok. 20 dni. Podczas inkubacji prawie nie opuszcza gniazda i jest karmiona przez samca. Pisklęta po wykluciu ważą około 7 g i są karmione przez oboje rodziców. Opierzają się, gdy mają 5 tygodni. Ostateczne, dorosłe upierzenie przybierają w wieku 1,5 roku, natomiast są zdolne do rozrodu w wieku 2 lat.

## Status i ochrona
W Czerwonej księdze gatunków zagrożonych IUCN księżniczka słoneczna jest klasyfikowana jako gatunek najmniejszej troski (LC – Least Concern). W 2000 roku szacowano liczebność populacji na 21,5 tysiąca osobników; trend liczebności populacji podgatunku nominatywnego oceniono wówczas jako prawdopodobnie stabilny, a podgatunku monarchoides jako prawdopodobnie spadkowy. Gatunek ten jest ujęty w II załączniku konwencji waszyngtońskiej (CITES).